# اسکات مرسیر
اسکات مرسیر (انگلیسی: Scott Mercier؛ زادهٔ ۲۴ ژانویهٔ ۱۹۶۸ ‏(۵۷ سال)) دوچرخه‌سوار اهل ایالات متحده آمریکا است. وی در بازی‌های المپیک تابستانی ۱۹۹۲ شرکت کرده است.